# Stangeriaceae
Famille
La famille des Stangeriaceae n'est pas reconnue par tous les auteurs. Proche des Zamiaceae, elle comprend deux genres.

## Genres
Stangeria T.Moore, 1853 : avec l'unique espèce Stangeria eriopus originaire des forêts côtières d'Afrique du Sud et du Mozambique, un cycas qui a longtemps été interprété comme étant une fougère.
Bowenia J.D.Hooker, 1863 avec deux espèces originaires du nord-est de l'Australie :

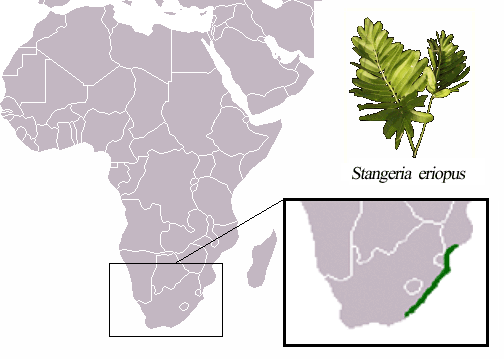
Aire de répartition de Stangeria eriopus.

- Bowenia serrulata,
- Bowenia spectabilis.